# گاه‌شماری بابلی
گاه‌شماری بابلی، تقویمی خورشیدی-مهی بوده‌است؛ بنابراین آغاز سال آن‌ها با فصول سال هماهنگی نداشت و هرگاه تقویم، بیش از حد از سال خورشیدی عقب می‌افتاد، منجمان سلطنتی، ماه سیزدهم را به سال می‌افزودند. پس از قرن‌ها مشاهده و رصد ستارگان آسمان، به اختلاف میان سال خورشیدی و سال قمری پی بردند و سال‌های کبیسه منظم برقرار کردند.
در این گاهشماری که امتزاج سال شمسی با انتقسام ماه‌ها قمری است لازم می‌آید در هر سه ساله (یا دو ساله) یک ماه کبیسه قمری افزوده شود. بنا به تفاضل این دو گاهشماری بطور معمول در این تقویم در هر دورهٔ ۱۹ ساله هفت ماه کبیسه (سالهای: ۳ - ۶ - ۸ - ۱۱ - ۱۴ - ۱۷ - ۱۹) اعمال و اضافه می‌شود که دو کبیسه آن دو ساله است.
محاسبات آن‌ها در تنظیم سال‌های کبیسه، بعدها پایهٔ تقویم در سرزمین‌های سوریه، بین‌النهرین، ایران دورهٔ اشکانی، چین و نیز سرزمین‌های یهودی‌نشین شد.

## اسامی فصلها وماه‌ها در گاه‌شماری بابلی
سال تقویم بابلی با بهار آغاز می‌شود و به سه فصل، شامل فصل آغازین، فصل میانی و فصل پایانی و ۱۲ ماه و یک ماه کبیسه تقسیم می‌شود.
ماه آخر در ایران نیست.

## ماه‌های گاه‌شماری بابلی
سال بابلی درابتدابه صورت قمری بود ولی پس از مدتی برای اعتدال آغاز سال با بهار و ثابت کردن سال کبیسه، سال به شمسی_قمری تبدیل شد. بابلیان ماه را از رویت هلال آن تا رویت آینده آن حساب می‌کردند. در گاه‌شماری بابلی سال با آغاز بهار شروع می‌شد وبه ۳۶۰ روز تقسیم می‌شد. نام ماه‌های بابلی با نام‌های آرامی یکی است که برگرفته از گاه‌شماری یهودیان است. اولین روز از ماه آن روزی است که هلال باریک ماه جدید را بعد از غروب آفتاب رویت می‌شود؛ و چون ابتدای ماه آدارو با یک ماه فاصله از آغاز بهار شروع می‌شد؛ ماه سیزدهمی به ماه‌ها اضافه می‌کردند که آن را آدارو دوم می‌نامیدند. از آنجا که ماه سیزدهم به آشور، خدای اصلی آشوریان اختصاص یافته می‌توان نتیجه گرفت که این تقویم در ابتدا زمان بابلیان ایجاد شده و سپس توسط آشوریان مورد استفاده قرار گرفته‌است. همچنین نام ماه‌ها در این تقویم از زمان تبعید یهودیان به بابل وارد تقویم عبری شده‌است. نام برخی از ماه‌ها همچون ایارو، دوزو، آبو، آولولو، تشتریتو و آدارو در تقویم آشوریان یا تقویم سریانی نیز که در عراق و شام مورد استفاده است از تقویم بابلی اقتباس شده‌است. اولین کبیسه کردن سال در سلطنت کمبوجیه (۵۲۳–۵۲۹ قبل از میلاد) اتفاق افتاد که در سومین سال سلطنتش در ابتدا اولولو را کبیسه می‌کردند که به آن اولولودوم می‌گفتند ولی در سال‌های ۵و۶ سلطنتش آدارو را کبیسه کردند؛ و در زمان سلطنت داریوش در سال‌های ۱۳ و۱۶ سلطنتش آدارو را کبیسه می‌کردند. درگاه شماری بابلی هر ۲ ماه در حکم یک ماه بزرگتر شمرده می‌شد که به آن سوس(soss) می‌گفتند. اسم اخیر که از ماه‌های بابلی داریم، از سلطنت کاسی‌ها برقرار شده‌است.

## روزها در گاه‌شماری بابلی
در بابل ماه به ۶ قسمت ۵ روزه (خَمُشتو) تقسیم می‌شد که حکم هفته را داشت. علاوه بر این ماه‌ها به وسیله روزهایی که اسم مخصوصی داشتند به قسمت‌هایی تقسیم می‌شد. مثلاً روزهای ۱٬۷٬۱۵٬۲۶ ماه هر کدام اسمی داشتند و روزهای ۳٬۷٬۱۶ لقب‌های مشترکی داشتند که در آن زمان معنی استراحت و تعطیلی داشته‌است و روزهای ۷٬۱۴٬۲۱٬۲۸ و همچنین روز ۱۹ ماه؛ روزهای نحسی بودند که در آن روزها انجام دادن برخی از کارها نامناسب بوده‌است. پس از مدتی هفته را به ۷ روز تقسیم کردند و شبانه روز ۶ قسمت داشت که ۳ قسمت آن را به روز و ۳ قسمت بعدی را به شب اختصاص می‌دادند.

## بابلیان و آشوری‌ها
گاه‌شمار بابلیان توسط آشوریان در اواخر هزاره دوم قبل از مسیح و از طرف یهودیان اخذ شد. پس از آن که آشوریان گاه‌شماری بابلی را انتخاب کردند، سال و ماه هر دو قوم با یکدیگر مطابقت پیدا کرد و سال آشوری نیز مانند بابلی با آغاز بهار شروع می‌شد و در آغاز سال جشن بزرگی می‌گرفتند که این جشن بیرون از پایتخت برگزار می‌شد. در نزد بابلی‌ها و آشوری‌ها هر روز از ماه به فرشته‌ای تعلق داشت که لوحی از اسامی فرشتگان روز که از عهد آشوربانی پال است اخیراً پیدا شده‌است؛ و روز اول و آخر ماه را هم به نیایش آنو وبِل اختصاص می‌دادند. گاه‌شماری بابلیان در طول تاریخ بارها تغییر یافته‌است که یکی از آن اصلاحات در زمان نبوناسار در سال ۷۴۷ قبل از میلاد بود.